# Scaphochlamys baukensis
Scaphochlamys baukensis là một loài thực vật có hoa trong họ Gừng. Loài này được Yen Yen Sam miêu tả khoa học đầu tiên năm 2015.
Mẫu định danh: Y.Y.Sam FRI 68955, thu thập ngày 13 tháng 7 năm 2007 ở cao độ 93 m, đường mòn địa phương, Khu bảo tồn rừng Bukit Bauk, bang Terengganu, Malaysia. Holotype lưu giữ tại Viện Nghiên cứu Rừng Malaysia ở Kepong, Selangor, Malaysia (KEP). Các isotype lưu giữ tại Đại học Aarhus (AAU), Vườn Thực vật Hoàng gia tại Edinburgh (E), Đại học Malaya ở Kuala Lumpur (KLU), Trung tâm Nghiên cứu Rừng ở Sandakan, Sabah (SAN) và Vườn Thực vật Singapore (SING).

## Từ nguyên
Tính từ định danh baukensis lấy theo địa danh nơi tìm thấy loài này là Khu bảo tồn rừng Bukit Bauk.

## Phân bố
Loài này có ở đông bắc Malaysia bán đảo. Hiện tại nó chỉ được tìm thấy trong Khu bảo tồn rừng Bukit Bauk, bang Terengganu. Môi trường sống là các rừng khộp (Dipterocarpaceae) vùng đất thấp, ở cao độ 93–155 m, trên nền rừng hoặc các sườn dốc thoai thoải ven bờ suối, các địa hình bằng phẳng, tại các khoảng trống dưới các tán cây nhỏ với thảm thực vật nền thưa.

## Mô tả
Cây thảo thân rễ, cao 30–40 cm. Thân rễ đường kính 4–5 mm, ruột màu nâu nhạt, bò ngang trên mặt đất, được lớp lá rụng dày bao phủ. Các chồi nối tiếp nhau xuất hiện từ thân rễ, cách nhau 2,5–13,5 cm. Bẹ không phiến lá 2, lớn nhất dài 5–6,5 cm, có lông, màu nâu tía sẫm, không bền. Lá 1 mỗi chồi; bẹ dài 1–1,5 cm, như màng, rất hẹp, rậm lông, không bền; cuống lá cộng bẹ lá dài 6,5–11 (19) cm, có rãnh, rậm lông len che phủ, gốc hơi phồng lên, màu ánh trắng hay ánh tía; phiến lá 17,5–20,5(–25) × 10–11,3(–12,1) cm, hình trứng ngược, như da, mọc gần thẳng đứng, đáy thon dài ra, đỉnh thuôn tròn, mặt gần trục màu xanh lục sẫm và nhẵn nhụi, mặt xa trục màu xanh lục nhạt và có lông, đỉnh thường ánh tía. Cụm hoa dài 7,5–10 cm; cuống cụm dài 4,5–6,5 cm; cán hoa (2,5)3,2–4,1 × (1–1,6)2–2,5 cm, kết đặc, gồm (5–6)12–16 lá bắc hoa, sắp xếp xoắn ốc, xếp chồng gần lên nhau. Lá bắc hoa 20–24 × 13–15 mm, hình thuyền, màu xanh lục nhạt, một số với ánh tía ở đáy, thưa lông, rậm hơn ở đỉnh, mép quăn, nửa dưới của mép hơi cụp trong nhưng không xếp chồng lên nhau, đỉnh nhọn, hở và hơi uốn ngược. Xim hoa bọ cạp xoắn ốc với ít nhất 7 hoa ở nách lá bắc. Lá bắc con thứ nhất dài 18–20 mm, ngắn hơn lá bắc, mép cuốn trong và xếp chồng lên nhau, 2 gờ sống lưng, có lông, đỉnh nhọn; các lá bắc con tiếp theo giảm về kích thước. Hoa dài ~33 mm, màu trắng trừ cánh môi. Đài hoa dài ~7 mm, hình ống, chẻ một bên ~4 mm tính từ đỉnh, đỉnh có khía, nhẵn nhụi trừ phần đỉnh. Ống tràng hoa dài ~21 mm; các thùy tràng hoa 7–8 × ~3 mm, gần hình tam giác khi dẹt, đỉnh nhọn, mép cong vào. Nhị lép ~3,5 × 1 mm, dài bằng một nửa chiều dài của thùy tràng hoa, thẳng, đỉnh tù, được các lông tuyến che phủ trên mặt gần trục. Cánh môi ~10 × 8 mm, hình trứng ngược, đỉnh 2 thùy, khe hở 2mm từ đỉnh, được các lông tuyến che phủ trên mặt gần trục, màu trắng với dải giữa màu vàng và các sọc màu đỏ ở cả hai mặt. Nhị dài ~7 mm; được các lông tuyến che phủ trên mặt xa trục; chỉ nhị dài ~2 mm, ánh màu đỏ; bao phấn dài ~4 mm, đáy có cựa, nứt dọc; mào bao phấn ~1 x 1 mm, mở rộng nhưng không uốn ngược, 3 thùy, thùy giữa nhọn. Đầu nhụy dài dưới 0,5 mm, hình phễu, có lông. Bầu nhụy ~2 × 1 mm, được các lông mịn dài che phủ, 1 ngăn với 2 noãn. Tuyến trên bầu 2, hình chỉ, dài ~4 mm.
S. baukensis là độc đáo trong chi. Những chiếc lá hình trứng ngược rộng, cán hoa kết đặc và hoa nhỏ dễ dàng phân biệt nó với các loài khác. Các loài khác có hoa thanh nhã và cán hoa nhỏ, kết đặc là S. pennipicta, S. petiolata, S. pusilla và S. reticosa. Cả S. petiolata và S. reticosa đều là loài đặc hữu ở Sarawak trên đảo Borneo, trong khi S. pennipicta và S. pusilla có ở Malaysia bán đảo.
Ngoài phiến lá hình trứng ngược rộng và lá bắc hoa quăn, còn có những khác biệt về hình thái khác giúp phân biệt S. baukensis với các đơn vị phân loại trông tương tự như nó. Ví dụ, cả S. petiolata và S. reticosa đều có lá bắc hoa khô xác và cánh môi màu tía nhạt trái ngược với lá bắc như da và cánh môi màu trắng ở S. baukensis. Loài này cũng có các sọc màu đỏ bên cạnh dải giữa màu vàng trên cánh môi của nó nhưng không có sọc màu như vậy trên cánh môi của S. petiolata và S. reticosa.
Đối với S. pennipicta, nó đốm màu trên lá khác biệt và kết cấu lá bắc hoa dễ dàng phân biệt với S. baukensis. Mặt trên phiến lá của nó có 2 dải màu trắng trong khi mặt dưới có màu đỏ hoàn toàn và bền theo thời gian. Ở S. baukensis, không có đốm màu như vậy ở mặt trên của phiến lá và chỉ có một chút màu đỏ ở mặt dưới của phiến lá và biến mất khi già. Ngoài ra, các lá bắc hoa như da, dải giữa màu vàng và các sọc màu đỏ trên cánh môi của S. baukensis khác với các lá bắc mỏng và hoa màu trắng hoàn toàn của S. pennipicta.
Thoạt nhìn thì S. baukensis với kích thước nhỏ giống với S. pusilla, nhưng khác ở hình dạng phiến lá. Kiểm tra gần các cụm hoa cho thấy nhiều điểm khác biệt, đặc biệt là ở các đặc điểm hoa. Các lá bắc hoa của S. baukensis lớn hơn nhiều so với S. pusilla (20–24 × 13–15 mm so với 12–19 × 5–9 mm) và xim hoa bọ cạp xoắn ốc chỉ bao gồm 1–2 hoa so với S. pusilla có ít nhất 7 hoa mỗi xim hoa bọ cạp. Hai đặc điểm khác biệt khác để phân biệt S. baukensis với S. pusilla là kích thước của các nhị lép bên và cấu trúc của đầu nhụy. Chiều dài của các nhị lép của S. baukensis chỉ bằng một nửa chiều dài thùy tràng hoa của nó trong khi kích thước của nhị lép và thùy tràng hoa của S. pusilla là tương đương. S. baukensis có đầu nhụy hình phễu và rậm lông trong khi S. pusilla có đầu nhụy giống như mỏ chim và có lông rung.